# جاده ۹۲ (ایران)
جاده ۹۲ یکی از جاده‌های ایران است. این جاده از پلیس راه فسا-شیراز دوراهی نی‌ریز و استهبان شروع و به مرز کوهک در سراوان منتهی می گردد. قسمت کوچکی از آن با جاده ۹۱ و قسمت دیگری با جاده ۷۱ مشترک است.قسمتی از غرب این جاده، جادهٔ شیراز-بندرعباس است. قسمت مرکزی از دریاچهٔ هامون می‌گذرد. قسمت شرقی، ایرانشهر را به سراوان متصل می‌کند.